# Torjai református templom
A torjai református templom műemlékké nyilvánított templom Romániában, Kovászna megyében. A romániai műemlékek jegyzékében a CV-II-a-A-13300 sorszámon szerepel.